# Museu Nacional Resistência e Liberdade
Museu Nacional Resistência e Liberdade é um museu situado em Peniche, na região Oeste e no extremo sul do distrito de Leiria em Portugal. Está instalado no Forte de Peniche, monumento nacional desde 1938 , na encosta sul da Península de Peniche, por sobre as escarpas, entre o porto de pesca, a leste, e a Gruta da Furninha a oeste.  

Inicialmente designado como Museu de Peniche aquando da sua criação, em abril de 1985, é também conhecido como Museu Municipal de Peniche, em sentido restrito : o museu reúne desde então um espólio recolhido por  Nery Delgado na gruta da Furninha, objectos recuperados em trabalhos de arqueologia subaquática e terrestre da região de Peniche bem como objectos recolhidos em terrenos do ilhéu da Papoa  por Jean-Yves Blot, provenientes do naufrágio do galeão San Pedro de Alcântara  além de uma colecção de malacologia (ramo da biologia que estuda os moluscos), de construção naval e de artesanato local (rendas de bilros). 

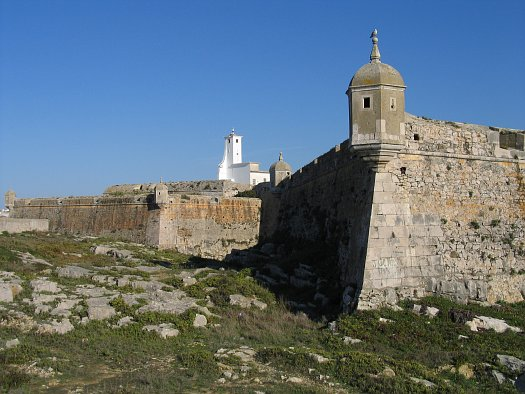
Fosso da cidadela (a oeste)

Junta-se a isso mais recentemente um importante espólio de cerâmica romana[carece de fontes?] (com íntima relação histórica com as cetárias das ruínas romanas de Tróia  ) Há idêntica relação entre este espólio da costa norte da Península de Peniche e a descoberta dos restos de um navio romano naufragado na costa sul, achado esse também coordenado por Jean-Yves Blot. Por um lado, destacam-se lugares próximos uns dos outros, onde se descobriu vestígios de idêntica cerâmica e de idênticas âncoras romanas, tanto no morraçal da Ajuda, como na ilha da Berlenga e como na costa dos Cortiçais, situado junto da fortaleza.  Por outro lado, destaca-se o facto de esses lugares serem portos de abrigo naturais para a navegação costeira, tornando-se vulneráveis a ataques de piratas, de corsários ou de países inimigos. Teriam futuramente esses lugares de ser defendidos por fortalezas ou castelos (por exemplo : o Castelo de Atouguia da Baleia, o Castelo de Lisboa, o Castelo de Sesimbra e o Castelo de Sines). No caso de Peniche, ficariam  associados a fortificações defensivas de uma península que era ilha na época romana. Constata-se que achados com a mesma origem existem tanto a norte como a sul de Portugal : muito para além do território português, em território europeu para lá das Ilhas Britânicas e também para sul, estendendo-se ao Mediterrâneo. Desvela-se assim o périplo de uma intensa actividade comercial que traz consigo aquisições culturais decisivas, pontuando a evolução do Homem.  
Conta-nos a paleontologia uma história bem mais antiga. Antes de chegar aonde chegou, derivava a ilha de Peniche, implantada em continentes extintos, há mais de 540 milhões de anos, povoada por seres vivos primordiais. Por um inesperado acaso, poderemos hoje ver alguns deles na fortaleza. Fazem parte do espólio do Museu da Cidade. Revelam aspectos decisivos da evolução no planeta Terra. São únicos no mundo e encontram-se praticamente intactos. Certo é que, mais tarde ou mais cedo, muitos mais serão descobertos, ressuscitando do seu sepulcro de argila na encosta norte de Peniche, contando insuspeitas e surpreendentes histórias sobre a vida, o “misterioso fenómeno que anima a matéria”.  

## A Criação do Museu de Peniche
No museu do forte, então conhecido como Museu de Peniche, será integrado o Museu da República e da Resistência a 4 de outubro de 1976. Tal decisão tem como eminente o Conselho de Ministros e é promulgada pelo Decreto-lei 709-B/76. Inicia o processo de cedência da fortaleza ao Município de Peniche, que antes estava sob a alçada  do Ministério da Justiça por interesses do Estado Novo (« Não era uma prisão privativa da PIDE-DGS, mas o Forte de Peniche recebia os presos que o Estado Novo queria neutralizar.»).  

### Processo de cedência da Fortaleza ao município
A cedência do forte ao município será decisiva para o seu futuro.  É regulada pelo Decreto-lei 709-B/76, nos seguintes termos : "Museu da República e da Resistência, a sedear na Fortaleza de Peniche e com sede em Lisboa", equipamento que ficaria na dependência do Conselho de Ministros.

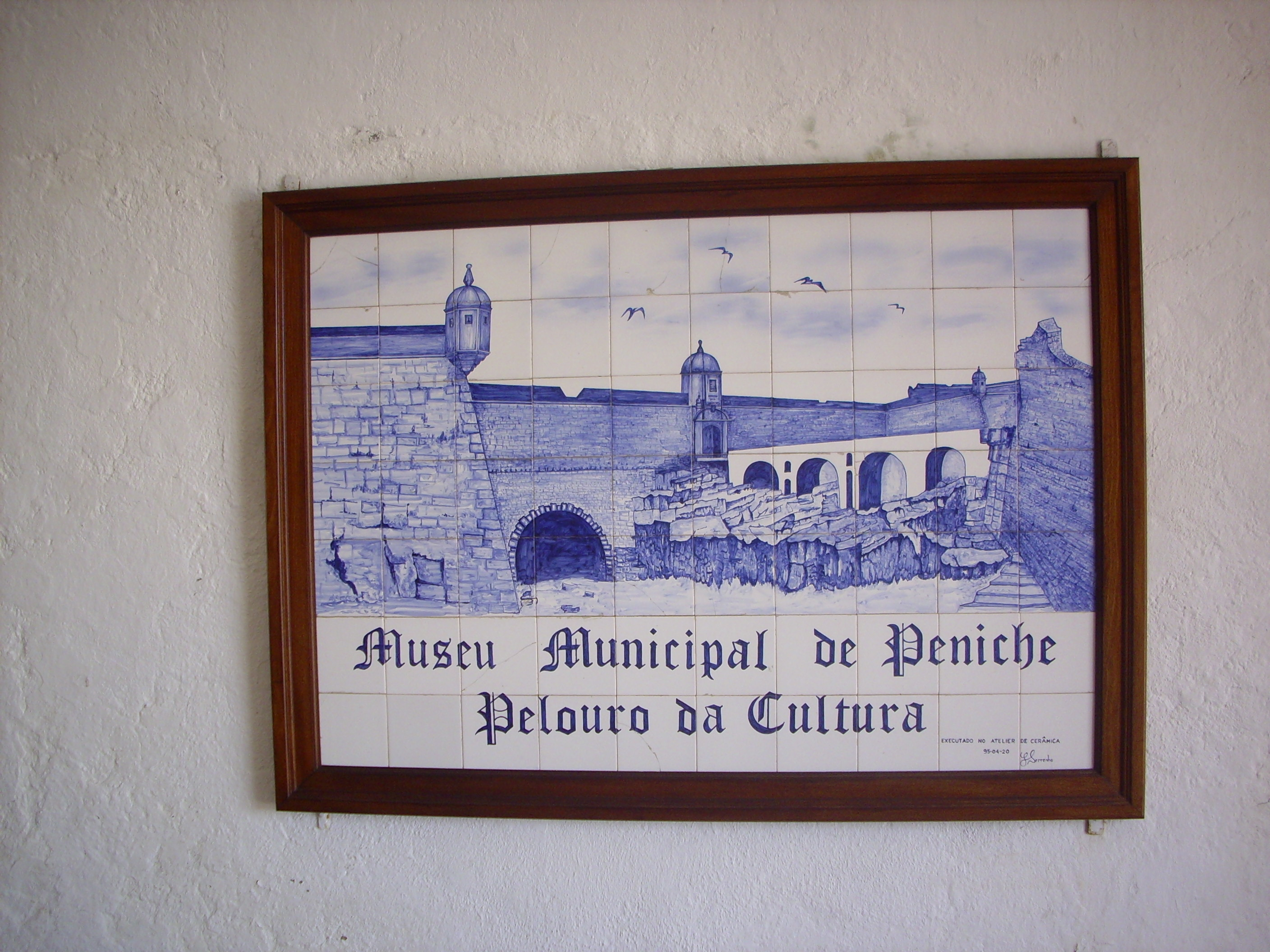
Placa do museu no átrio de entrada

Terá então lugar a inauguração oficial do Museu de Peniche (mais tarde designado de Museu Municipal de Peniche), ocupando parte das instalações da fortaleza. Consta o seguinte na ata da reunião camarária de 22 de maio de 1984 : “A Câmara Municipal deliberou também oficiar ao Senhor Presidente do Conselho de Ministros insistindo para que a Fortaleza desta Vila, onde se encontra instalado o Museu, seja formalmente entregue à administração desta autarquia”. A exigência foi bem atendida embora incluisse uma longa lista de sugestões que não seriam viáveis. 
Segue-se um ofício da Direção-Geral dos Edifícios e Monumentos Nacionais, no seguimento de um pedido de realização de obras de beneficiação, informando que a Fortaleza de Peniche está afecta ao Ministério da Justiça, referindo que as instalações estão ocupadas pela Câmara Municipal de Peniche.  É a partir dessa data que a autarquia procederá a decisivas obras de restauro em vários locais do forte, em particular no Pavilhão C.
Um grupo de trabalho é nomeado pelo Ministro da Cultura, Luís Filipe Castro Mendes, com a designação de Grupo Consultivo do Forte de Peniche (CICAM) : a arquitecta Paula Silva, responsável pela Direcção-Geral do Património Cultural, com a função de presidente, João Leonardo, chefe de gabinete do ministro, Inês Sequeira, representante da Secretaria de Estado do Turismo, e António José Correia, na qualidade de presidente da Câmara Municipal de Peniche, independente acolhido pelo PCP para este cargo, antes de sair vencedor das eleições autárquicas. São integradas ainda Adelaide Pereira Alves, do PCP, Alfredo Caldeira, do Arquivo e Biblioteca da Fundação Mário Soares   Gaspar Barreira, reputado cientista, ex-preso da fortaleza  e o historiador João Bonifácio Serra .

### Em novembro de 2017
A 13 de novembro de 2017 foi lançado até ao final do ano um concurso público para obras de restauro e anunciado estar já  em curso um outro, « no valor de 900 mil euros, para requalificar a cobertura exterior dos edifícios do forte, muito degradada pela proximidade do mar.»    Exige-se que «As propostas apresentadas deverão aliar soluções de criatividade a soluções de custo racionalizado tendo em conta os custos de conservação e manutenção (custo de vida da obra). O valor estimado para o custo global da intervenção, incluindo a intervenção no interior dos edifícios e espaços exteriores tal como a execução dos suportes museográficos, é de € 1.770.000,00 (um milhão setecentos e setenta mil euros), acrescido do IVA à taxa legal em vigor : 
- Intervenção nos espaços interiores e exteriores: € 1.400.000,00 (um milhão e quatrocentos mil euros)
- Museografia: € 370.000,00 (trezentos e setenta mil euros). ».

### A 15 de janeiro de 2018
A fundação no Forte de Peniche do “Museu da Resistência e da Liberdade” é anunciada neste dia com destaque pelo semanário Expresso  e pelo Diário de Notícias. É divulgada a constituição de uma comissão instaladora proposta pelo Ministério da Cultura. Compõem a comissão a directora geral do Património Cultural, Paula Silva  o presidente da Câmara de Peniche, Henrique Bertino  o então chefe de gabinete do Ministro da Cultura, Jorge Leonardo. Fazem ainda parte desse grupo Adelaide Pereira Alves, Manuela Bernardino, João Bonifácio Serra, os ex-presos políticos Domingos Abrantes  Fernando Rosas , José Pedro Soares  e Raimundo Narciso.  A denominada "Comissão de Instalação dos Conteúdos e da Apresentação Museológica do futuro Museu Nacional da Resistência e da Liberdade (CICAM)" é oficialmente criada no dia 26 de janeiro.  A elaboração do projeto é publicada a 28 de fevereiro e deverá ficar concluida a 9 de abril. 
A comissão fez o trabalho encomendado e pronunciou-se. Entretanto, em substituição de João Bonifácio Serra, o historiador José Pacheco Pereira passa a integrar a Comissão de Instalação dos Conteúdos e da Apresentação Museológica do Museu Nacional da Resistência e da Liberdade por despacho publicado no dia 7 de agosto 2018, no Diário da República (DR), assinado pelo ministro da Cultura.  A decisão é entretanto desmentida e corrigida dois dias depois, devido a um "lapso" do Ministério da Cultura.

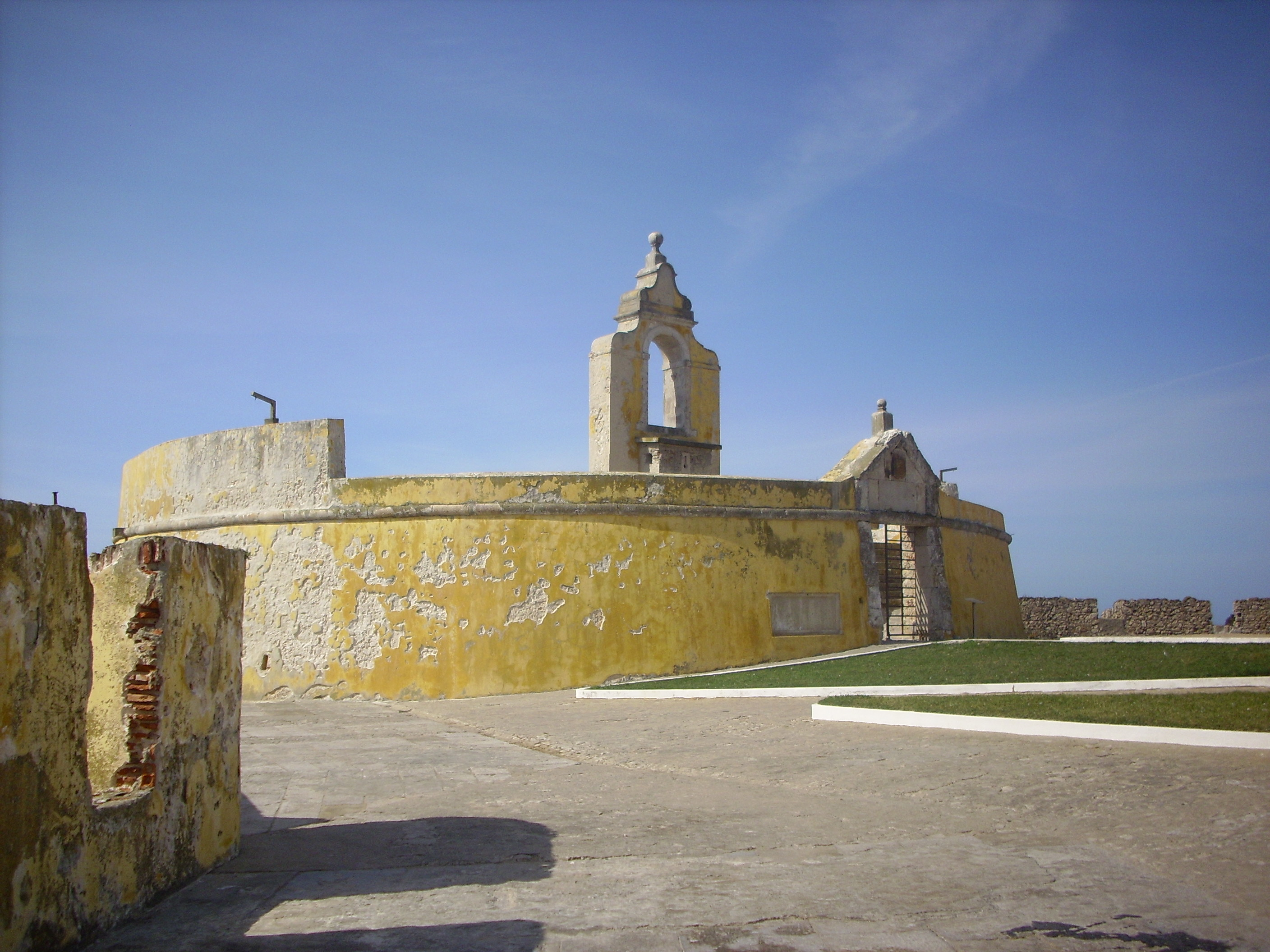
O Redondo

### A 27 de abril de 2018
No dia 27 de abril de 2018 o Forte de Peniche esteve em foco no acima referido evento mediático da iniciativa do Ministro da Cultura, Luís Filipe Castro Mendes.   Nesse memorável evento é acrescentado ao que se ficou a saber no dia 15 de janeiro que as propostas da  “Comissão de Instalação dos Conteúdos e da Apresentação Museológica” (acrónimo : CICAM)  do Museu da Resistência e Liberdade iriam ser levadas à prática, que o museu será inaugurado um ano depois, precisamente a 27 de abril de 2019.
Ficamos a saber, tal como já fora dito, que « o museu conta com 3,4 milhões de euros para esta primeira fase e com 900 mil para requalificar a cobertura exterior dos edifícios, que, além da museografia e a construção do seu interior, se prevê ainda a recuperação dos vários edifícios que compõem a prisão, bem como uma intervenção urgente numa parte danificada da muralha – uns cerca de 100 metros em mais de 1,5 quilómetros de extensão. ». Os conteúdos propostos pelo CICAM irão centrar-se no período de 1934 a 1974, quando a prisão era controlada pela PIDE, até à Revolução dos Cravos. No documento divulgado aos jornalistas fala-se na criação de “11 núcleos” para o museu. O primeiro centra-se na história « do famoso Parlatório, onde os presos falavam com as famílias sob a vigilância dos guardas, e o segundo recua até à História da Fortaleza, à génese do sistema defensivo da região de Peniche, que começou no século XVI, já todos os restantes núcleos são dedicados ao enquadramento político da ditadura na história portuguesa e mundial com zooms sobre momentos da história da prisão de Peniche, como as várias fugas de presos ou o momento da libertação dos presos a 27 de Abril de 1974. ». O “núcleo 4” dedica-se ao regime fascista. O “núcleo 5” ao sistema político e o “núcleo 6” ao colonialismo e à guerra colonial. Os outros cinco núcleos ilustrarão « o sistema de opressão e exploração colonial, que só por si abordará o Estatuto do Indígena, o trabalho forçado, a violência quotidiana e a discriminação. ». Não sabemos porém como irão funcionar todos esses núcleos.
Na reportagem da RTP 2 de 27 de abril de 2018 Luís Filipe Castro Mendes declara : « Mesmo que toda a obra só esteja pronta daqui a dois anos, de qualquer maneira nós, no ano que vem, pretendemos que já exista o essencial no museu, que esteja a funcionar. ».  Acreditamos na sua determinação em superar os obstáculos, na sua boa vontade.
No dia 28 de agosto de 2018, a agência Reuters noticiou, com destaque e com imagens na Reuters TV, a inauguração do Museu da Resistência e da Liberdade, anunciada para o dia 27 de abril de 2019. Esta notícia inclui uma entrevista a Domingos Abrantes, que declara solenemente : “A melhor maneira de respeitar a memória de quem se sacrificou é garantir que o fascismo nunca mais voltará. A extrema-direita cresce na Europa  e por isso é agora mais importante que nunca dar a saber às  gerações mais jovens o que isso foi.” Deduz-se, em consequência deste raciocínio, que a observação atenta e a interpretação rigorosa de tais fenómenos deverá ser, sem perda de tempo, uma das actividades mais importantes do Museu da Resistência e da Liberdade e, mais ainda, que isso deverá ter não só repercussão nacional como internacional. Deduz-se ainda que este meritório desígnio muito contribuirá para dar vida nova ao Museu de Peniche e à cidade.

### A 20 de maio de 2018 (resultados do concurso)
Os resultados do concurso para os trabalhos de arquitectura são divulgados a 20 de maio de 2018.
É dada preferência ao projecto da autoria do arquitecto João Barros Matos, professor na Universidade de Évora, desenvolvido pelo seu ateliê AR4. Em segundo lugar ficou a empresa  FSSMGN Arquitetos, Lda, coordenada pela arquitecta Margarida Grácio Nunes.  Em terceiro lugar ficou o arquitecto Marcelo de Gouveia Cardia.
Os trabalhos foram apreciados por um júri composto pelos arquitectos Alexandre Alves Costa, João António Serra Herdade, João Mendes Ribeiro,  Sofia Aleixo e pelo designer Henrique Cayatte.
O júri considerou que, entre outras qualidades, a proposta vencedora se destacou pela "sobreposição de percursos de diferente natureza nunca perdendo, cada um deles, autonomia, significado ou fluidez no seu conjunto", por ser um projecto "muito contido e algo sombrio, de acordo com a natureza dramática do seu conteúdo central". Consideraram ainda os jurados que a "ideia de museu se materializa na sobreposição de três tempos : o tempo da fortaleza, o tempo da prisão e o tempo do museu" e que propõe "a sobreposição de percursos de diferentes naturezas, que se entrelaçam e sobrepõem, relacionando os edifícios, os pátios do núcleo central e as plataformas circundantes".    
Os projetos vencedores estarão em exposição no Museu de Arte Popular, em Lisboa, a partir de 20 de junho.

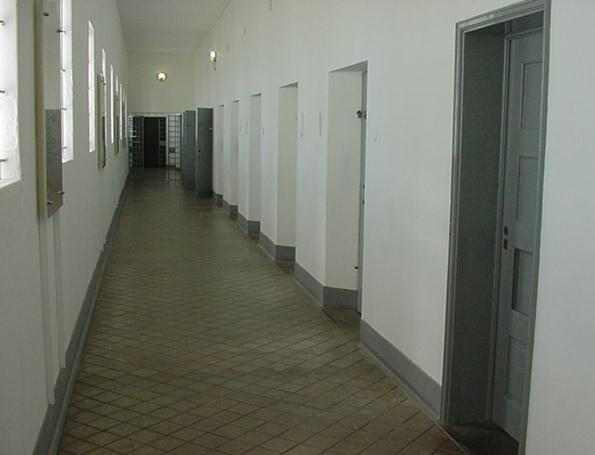
As celas do Pavilhão C restauradas pela Câmara Municipal de Peniche em 1984

### A 14 de outubro de 2018
Por uma remodelação do Governo que envolve vários ministérios, Luís Filipe Castro Mendes é substituído enquanto Ministro da Cultura por Graça Fonseca a 14 de outubro de 2018. O motivo aparente de tal decisão será o desagrado de agentes culturais pela insuficiência de verbas destinadas à Cultura em Portugal e pela alegada "ingerência de interesses privados, num sistema público de apoios", problema que, tal como se diz, Castro Mendes não resolveu.  Não é de esperar porém nesta data, por todas as razões, que haja atraso na inauguração do Museu da Resistência e da Liberdade para o momento certo ou alterações dos princípios estipulados e do uso previsto para a Fortaleza de Peniche.
Mas a demissão de Castro Mendes e a sua substituição por Graça Fonseca não será assim tão linear. Haverá motivos de ordem ética, de afinidades políticas, de independência face ao Poder e de sensibilidade pessoal que explicam tão surpreendente demissão. No exercício das suas funções, a primeira medida do ministro é de ordem deontológica, uma razão de peso :  "quebra de confiança política" no caso de Paula Varanda, directora-geral das Artes (DGartes), por esta não lhe ter sido dado "conhecimento prévio das atividades artísticas que a diretora-geral exercia", conforme foi noticiado.  No que toca a afinidades políticas, Castro Mendes confessa ser um cidadão independente, apesar de simpatizar com o Partido Socialista. Foi um dos primeiros miltantes do Movimento de Esquerda Socialista (MES), com o ex-presidente da República Jorge Sampaio (que teve como um dos chefes da Casa Civil o historiador João Bonifácio Serra) e outros militantes do Movimento como Eduardo Ferro Rodrigues, Nuno Teotónio Pereira, César de Oliveira  O ideário destes notáveis é a da ala esquerda do PS português, que os distingue da direita soarista a que pertencia João Soares, cujo lugar Castro Mendes ocupa por inesperado convite de António Costa. Afirma com toda a convicção ser "desígnio nacional e imperativo político defender, salvaguardar e promover o património cultural, material e imaterial". Defende no parlamento a intenção de criar um instituto público para museus e monumentos nacionais, considerando a Direção Geral do Património Cultural (DGPC) "uma estrutura disforme", segundo a opinião de Luís Raposo.  É demitido, sem mais nem menos, antes de cumprir tal desígnio e, calando a mágoa que sente, tem a delicadeza de não denunciar quem tem culpas no cartório por tal aberração. Desculpa o insensato João Soares pelas lambadas que prometeu. Por bizarros caprichos do destino, livra quem este nomeou de ter de fazer o que devia ser feito.   
Podemos por isso deduzir que o Museu da Cidade não é tido como questão essencial, que será por enquanto coisa secundária. Quais as consequências disso? Manter-se-á o Museu de Peniche (o da cidade e o nacional) vinculado ao  critério obsoleto de museu tradicional, critério esse seguido durante anos e anos por uma horda de primeiros ministros e de secretários de estado da cultura, gente de direita, segundo «o carácter aristocrático, autoritário, acrítico, conservador e inibidor dessas instituições, consideradas como espécie em extinção e, por isso mesmo, apelidadas de 'dinossauros' e de 'elefantes brancos'»? Tudo nos leva a crer que tal coisa é um sério risco.  Um tal risco e o modo de o evitar são assuntos há muito postos em causa por quem defende a necessidade de um «pensamento estratégico quanto ao que é ser museu e mormente museu nacional»    

### A 27 de abril de 2019
No entanto o essencial já existe e encontra-se em bom estado (com excepção das paredes exteriores), graças às obras feitas pela autarquia há já uns bom anos. Concluídos os trabalhos que agora prosseguem, o “Museu da Resistência e da Liberdade” será instalado no Pavilhão C, no espaço onde já existia o 'núcleo da resistência antifascista' em conjunto com o museu da cidade.  O espólio deste terá de migrar para outro espaço. Para onde? Em que condições e quando? Nada se disse sobre este assunto até um ano antes da inauguração. Podemos por isso deduzir que tal não é tido como questão essencial, que será por enquanto coisa secundária. Quais as consequências disso? Manter-se-á o Museu de Peniche vinculado ao critério obsoleto de museu tradicional, segundo «o caráter aristocrático, autoritário, acrítico, conservador e inibidor dessas instituições, consideradas como espécie em extinção e, por isso mesmo, apelidadas de 'dinossauros' e de 'elefantes brancos'»? Tudo nos leva a crer que tal coisa é um sério risco. 
É então demitido das suas funções Luís Filipe Castro Mendes. Mantém-se contra a sua vontade a arquitecta Paula Silva como directora da DGPC. Num artigo do jornal Correio da Manhã do dia 19 de novembro de 2017 é traçado um perfil seu. O retrato que daí resulta é o de uma pessoa «dura nos combates», rodeada de um círculo de amigos que a incita «a não se deixar abater pelas dificuldades», apesar de inúmeras «pressões para a afastar do cargo, geralmente pessoas ligadas à estrutura dos partidos... de todos os partidos». «As dificuldades motivam-na", resume Elísio Summavielle, presidente do Centro Cultural de Belém, que a conhece há quase 30 anos». O traçado deste desenho é intencionalmente favorável ao retratado, o que se torna suspeito a quem se guia por outros ideários, seja qual for o seu partido. Passa assim a arquitecta Paula Silva a ser vista ao invés  por qualquer leitor menos incauto : pessoa autoritária, apoiada por fiéis amigos que evitam mostrar a cara, alguém que «punha na linha» certos autarcas, «que tinham os seus interesses» e que reclamavam o direito de fazer certas obras, dizendo-lhes de nariz erguido : «Isso não vamos fazer e o senhor é que vai pagar».  
Mantém-se Paula Silva como directora da DGPC. Arrogância fácil e graves contradições? Até quando?
Mas a demissão de Castro Mendes e a sua substituição por Graça Fonseca não será assim tão linear. Haverá motivos de ordem ética, de afinidades políticas, de independência face ao Poder e de sensibilidade pessoal que explicam tão surpreendente demissão. No exercício das suas funções, a primeira medida do ministro é de ordem deontológica, uma decisão marcante : "quebra de confiança política" no caso de Paula Varanda, directora-geral das Artes (DGartes), por esta não lhe ter sido dado "conhecimento prévio das atividades artísticas que a diretora-geral exercia", conforme foi noticiado.  No que toca a afinidades políticas, Castro Mendes confessa ser um cidadão independente, apesar de simpatizar com o Partido Socialista. Foi um dos primeiros miltantes do Movimento de Esquerda Socialista (MES), com o ex-presidente da República Jorge Sampaio (que teve como um dos chefes da Casa Civil o historiador João Bonifácio Serra) e outros militantes do Movimento como Eduardo Ferro Rodrigues, Nuno Teotónio Pereira, César de Oliveira  O ideário destes notáveis é  da ala esquerda do PS português, que os distingue da direita soarista a que pertencia João Soares, cujo lugar Castro Mendes ocupa por inesperado convite de António Costa. Afirma com toda a convicção ser "desígnio nacional e imperativo político defender, salvaguardar e promover o património cultural, material e imaterial". Defende no parlamento a intenção de criar um instituto público para museus e monumentos nacionais, considerando a Direção Geral do Património Cultural (DGPC) "uma estrutura disforme".  É demitido, sem mais nem menos, antes de cumprir tal desígnio e, calando a mágoa que sente, tem a delicadeza de não denunciar quem tem culpas no cartório por tal aberração. Desculpa o insensato João Soares pelas lambadas que prometeu. Por bizarros caprichos do destino, livra quem este nomeou de ter de fazer o que devia ser feito.   

### A inauguração do Museu da Resistência e da Liberdade a 27 de abril de 2019
José Rodrigues dos Santos não voltou a Peniche. Deixou-se ficar por Lisboa, cumprindo nos estúdios da RTP a nobre missão de nos pôr ao corrente das notícias mais importantes deste dia. No telejornal das 20h e durante uma hora, não mais de um minuto é dedicado à inauguração do MRL, em gritante contraste com o que se passou um ano antes. Apenas nos é dado ver na fortaleza um grupo de pessoas dispersas entre o Redondo e a capela de Sta. Bárbara, onde é montada uma exposição (a única prevista em todo o museu até finais de 2020) composta pela projecção, em painéis circundantes, de imagens alusivas à história da fortaleza, segundo um critério pouco representativo, que poucos visitantes atrai, mesmo em dias de muitas visitas. 
Apenas um ex-preso político se pronuncia sobre o assunto, sem que sequer o seu nome seja referido. Pergunta-lhe o repórter da RTP: «Que recordações tem desse dia?». Reponde-lhe o venerando cidadão : «Uma alegria enorme! Só nos dá vontade de chorar esse tempo…». Destas palavras ressalta uma profunda tristeza, que contradiz a alegria de que fala.   Sentimos nós o mesmo. E ficamos conformados com o que ouvimos em escassos segundos desse minuto : garantem-nos que as obras do forte ficarão no essencial concluídas do fim do ano de 2020..    Embora nesta data  nada mais que paredes haja a ver nesta insólita inauguração, muita gente será motivada a vistar o museu até ao fim de maio.  Mas tal fenómeno não se repete.

### Infraestruturas do Museu de Peniche e o seu futuro
Depende o futuro tanto do Museu da Resistência e da Liberdade como o Museu da Cidade da existência de redes sanitárias. Uma só instalação está ao dispor dos visitantes e de quem trabalha no forte, com a particularidade de canalizar os detritos directamente para o mar.  Para isso também terão de haver redes eléctricas, telefónicas e de fibra de vidro de uma ponta à outra da fortaleza, servindo espaços interiores e exteriores.
Se no passado as visitas ao forte eram na ordem de 100.000 pessoas, a partir de agora serão muito mais, bastante mais de 300 por dia. Por isso terão os serviços sanitários mais frequentados de situar-se o mais perto possível do túnel de entrada que dá acesso ao terreiro principal do forte. Poderão ser instalados, com vantagem, na sala da secretaria antes ocupada pelos serviços municipais (a nascente). É nessa zona que passam ou tendem a concentrar-se os visitantes, em particular durante momentos de maior afluência. Quanto à instalação da rede eléctrica o problema não será tão sério, embora não seja simples, na medida em a energia eléctrica será fornecida por painéis solares. Mais simples será construir a rede de comunicações internas e a ligação à internet, que terá de ser criteriosamente ponderada e de cobrir toda a área do forte. Um pouco mais complicado será a instalação do circuito electónico e a colocação de sensores em locais vulneráveis. . NB : os custos de medidas como estas serão consideravelmente inferiores aos da presença de um vigilante nos locais críticos e bem mais eficazes (Ver : Internet das coisas).
Os trabalhos de restauro recentemente efectuados revelam entretanto múltiplos aspectos positivos, como uma beleza que nalguns recantos nos surpreende. Surpreendo-nos sobretudo o grande número de salas existentes, que poderão ser utilizadas para os mais diversos fins, como eventos ou exposições temporárias ou permanentes, em particular em benefício do Museu da Cidade.
O monumental painel com os nomes dos prisioneiros montado à entrada da fortaleza,  da autoria do arquitecto João Barros Matos, é obra bem concebida. No entanto encontra-se num espaço estreito e em contraluz durante a tarde, o que prejudica drasticamente a sua visibilidade na maior parte do dia, no verão em particular.
No meio de tudo isto, o problema das instalações sanitárias da fortaleza é por certo o bico de obra mais sério e está longe de se encontrar resolvido. A Direcção Geral do Património Cultural (DGPC) acordou tarde de mais para lhe dar a solução mais adequada. Só no dia 21 de janeiro de 2019 o arquitecto João Barros Matos se desloca a Peniche para uma reunião urgente com o engenheiro Samuel Dinis, o responsável do SMAS da CMP, pedindo que lhe fosse fornecido o cadastro da rede sanitária municipal junto da fortaleza. Ficou decidido nesse encontro que o SMAS de Peniche se comprometeria, de bom grado, em prolongar a rede municipal de esgotos até junto do primeiro portão do forte. Ficaria assim reduzido o trajecto das condutas (que prolongam a todo o comprimento da ponte que liga os dois portões de entrada) entre uma fossa com estação elevatória construída junto do túnel de entrada do terreiro principal da fortaleza e a boca da rede sanitária municipal, situada junto do portão. As valas das condutas de esgotos terão de ser concebidas em paralelo com as canalizações de abastecimento de água e com reservatórios para a eventualidade de falhas de fornecimento, o que é habitual no verão. 
Por um lado, o SMAS da CMP, que nada tem a ver com as infraestruturas sanitárias da fortaleza, só agora é contactado. Por outro lado, só agora a DGPC se dá conta da existência de um problema intricado que terá de se resolver a curto prazo : não existe nem nunca existiu qualquer rede sanitária na fortaleza de Peniche e a sua existência requere obras de fundo, com trabalhos pesados. As únicas sanitas do forte eram latrinas rudimentares que despejavam directamente para o mar, tal como as poucas e acanhadas retretes que agora lá nos servem. Que raio de mistério se esconde por detrás desta triste e ressonante evidência?
Hesita entretanto o arquitecto João Barros Matos em construir o imprescindível auditório do Museu de Peniche entre o rés-do-chão do Pavilhão B (onde será construído um restaurante) e as casamatas, (que não podem ser demolidas), constatando a posteriori que nenhuma destas soluções será aceitável. A hesitação é algo de normal das pulsões inventivas do Homem. Estamos crentes por isso de que, livrando-se de preconceitos subjectivos, acabará finalmente o talentoso arquitecto por discernir qual será na verdade o melhor local para o instalar, aprimorando o seu traçado. Hesita no meio de tudo isto também o presidente da CMP, Henrique Bertino, que se mantém em silêncio, apesar de ter sido antes porta-voz da exigência da Assembleia Municipal quando a uma inequívoca definição da «ocupação dos espaços» destinados ao Museu da Cidade. Aproxima-se a passos largos o fim do ano de 2019. Que surpresas nos trará o ano de 2020? 
Quais as prioridades a ter em conta? 